# Michal Pančík
Michal Pančík (Brezno, 17 december 1971) is een oud-profvoetballer uit Slowakije, die gedurende zijn carrière als middenvelder speelde voor onder meer Slovan Bratislava.

## Interlandcarrière
Pančík maakte als een van de drie dispensatiespelers deel uit van het Slowaaks voetbalelftal dat deelnam aan het voetbaltoernooi bij de Olympische Spelen in Sydney, Australië. Hij speelde in 2000 één interland voor de nationale A-ploeg.